# Biblioteca Pública de Castro
La Biblioteca Pública de Castro Martina Barrientos Barbero es una institución educativa y de gestión cultural ubicada en el centro de la ciudad de Castro, capital de la provincia de Chiloé. Su primer edificio data del 11 de noviembre de 1963, aunque sólo en diciembre de 1965 abrió de manera permanente sus puertas a la comunidad.

## Introducción
La Biblioteca ofrece gratuitamente diversas modalidades de atención y servicios: un amplio horario de atención, extendido a los días sábados; servicios de referencia digital, colecciones audiovisuales, servicios de novedades; un rincón con colecciones infantiles, juveniles, prensa y referencia, general, además de una colección patrimonial sobre historia y cultura local; una sala de computación equipadas para capacitar en las nuevas tecnologías de información y comunicación (TICs); una sala multifuncional y diversos programas permanentes de fomento de la lectura y extensión.

## Historia
Creada el 11 de noviembre de 1963´con carácter provisional, en 1965 se instaló de manera permanente y en 1982, por decreto oficial nº2698, se oficializó como una más de las bibliotecas públicas dependientes de la Dirección de Bibliotecas, Archivos y Museos (Dibam), bajo el nombre de “biblioteca pública Nº003, de Castro”, dos años antes ya había sido reconocido su nombre de Martina Barrientos Barbero.
Las reformas al sistema educacional chileno de la década de 1980, llevaron a que la dependencia de la biblioteca se modificara y hoy pertenezca a la Ilustre Municipalidad de Castro, a través de su Corporación Municipal de Educación. El 20 de mayo de 2004, el municipio firmó un convenio de colaboración con la Dirección Nacional de Bibliotecas Públicas representada por DIBAM, que propició y acompañó el incremento y actualización de las colecciones y la participación dentro de una remozada red de bibliotecas públicas a nivel nacional. Dos años más tarde, gracias a las gestiones de la Corporación Municipal y al apoyo de la Fundación Andes, se consiguieron los fondos para la ampliación del edificio donde estuvo emplazada por años, permitiéndose la construcción de una nueva obra, abierta al público el 26 de julio de 2006. Planteada en la igualdad de acceso a todo el mundo, sin tener en cuenta la edad, el sexo, la religión, la nacionalidad o la clase social. Las colecciones de las que dispone, como plantea la UNESCO, pretenden abarcar diversos soportes, tanto en tecnología moderna como en material tradicional, “reflejando las tendencias actuales y la evolución de la sociedad, así como también la memoria del esfuerzo y la imaginación de la humanidad”.

## La Colección Patrimonial Chiloé
La Colección Patrimonial Chiloé, alberga más de dos mil quinientos títulos sobre historia y cultural local, y tiene su origen en lo que fuera el Archivo Chiloé, creado en 1996 por gestores como Dante Montiel y Renato Cárdenas, que acumuló documentación referente al archipiélago. Por diversos motivos, desde septiembre del año 2013 pasó a potenciar los servicios de la biblioteca pública, donde hoy cuenta con un remozado espacio para atención de especialistas e investigadores de la cultura local.

## La Biblioteca al detalle
La Biblioteca Pública de Castro ofrece a sus visitantes una amplia sala con estantería abierta para consulta de libros, revistas y diarios; computadores con acceso a Internet gratuito; espacios destinados para estudio, lectura y capacitación tecnológica; salas multiuso para talleres; exposiciones; salón adecuado para conferencias, seminarios y ciclos de cine; espectáculos de música, entre muchos otros servicios.
Su horario de atención es de lunes a viernes de 8:30 a 20.00 en horario continuado, y sábados de 10:00 a 13:30 y de 15:00 a 18:00 hrs.

## Otros Servicios

### Programa BiblioRedes

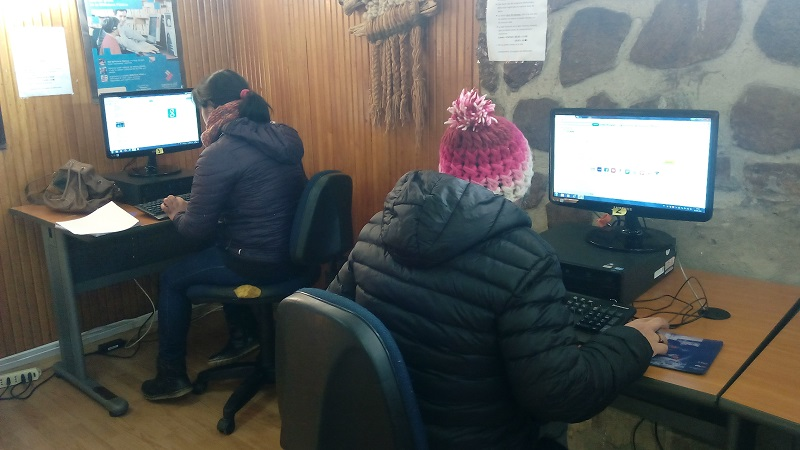
Programa Biblioredes

En el marco del programa BiblioRedes de la Dirección de Bibliotecas, Archivos y Museos DIBAM, la biblioteca pública de Castro pone a disposición de la comunidad cursos gratuitos de alfabetización digital y otros relacionados con computación. Se trata de un programa cuyo objetivo es "transformar a las personas en agentes de desarrollo cultural y social desde las Bibliotecas Públicas y el ciberespacio, y así, superar el aislamiento gracias a Internet y las nuevas tecnologías digitales".
Los cursos están presentes en 422 Bibliotecas Públicas y 18 Laboratorios Regionales a lo largo de todo Chile, desde Visviri a Puerto Williams. Las fechas de los cursos son a convenir en función de la cantidad de participantes. 

### Taller literario

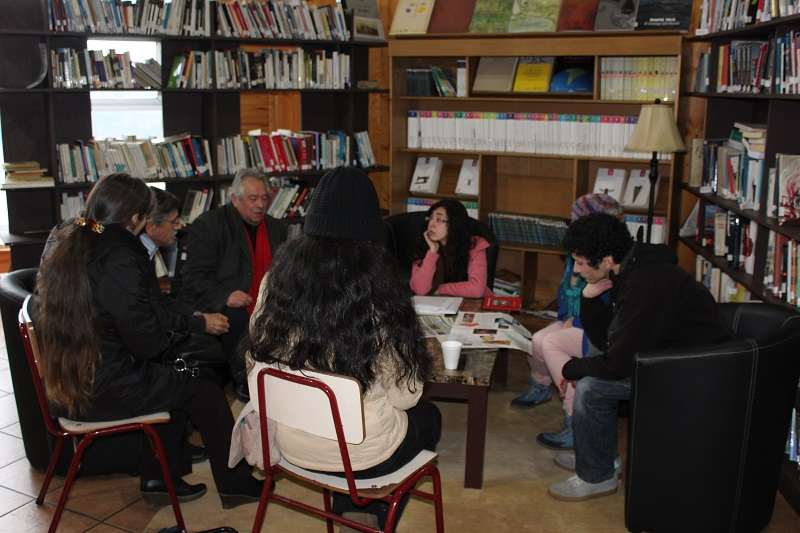
Taller Literario Sótano 9

El taller literario Sótano 9 es un programa de fomento lector permanente de la biblioteca. Inició sus actividades en abril del 2014 y en diciembre del mismo año editó el libro Taller Literario 2014, que recogió la creación que hicieron sus jóvenes integrantes. Sótano 9 es un espacio de lectura y creación para niños, jóvenes y adultos, no se cobra por el servicio y solo se busca que los interesados lean y escriban con el máximo provecho posible. Las sesiones del taller son: martes de 17:00 a 18:30 horas. Es dirigido por los poetas locales Nelson Torres y Manuel Zúñiga.